# Federico Benetti
Federico Benetti (Asiago, 8 giugno 1986) è un ex hockeista su ghiaccio italiano, di ruolo attaccante.

## Carriera

### Club
Federico Benetti esordì in Serie A con la maglia dell'HC Asiago nella stagione 2004-2005, collezionando 2 presenze. Nel corso della stagione successiva Benetti siglò le sue prime reti in campionato, inoltre fu ceduto in prestito alla formazione di A2 dell'HC Valpellice, con cui fornì 2 assist in 7 partite disputate. Dal campionato 2006-2007 ritornò stabilmente ad Asiago. La stagione migliore dal punto di vista realizzativo fu quella 2008-2009; al termine del campionato in 43 presenze riuscì a mettere a segno 11 punti.
Nei due campionati successivi conquistò con l'Asiago due scudetti consecutivi, rinnovando di anno in anno il suo contratto con la squadra veneta.

### Nazionale
Benetti esordì con la Nazionale italiana prendendo parte ai mondiali di categoria Under-18 nel 2004. Nei due anni successivi invece prende parte ai Mondiali Under-20. In totale con le selezioni nazionali conta 14 presenze, con 4 gol ed un assist.

## Palmarès

### Club
- Campionato italiano: 5

Asiago: 2009-2010, 2010-2011, 2012-2013, 2014-2015, 2019-2020
- Supercoppa italiana: 4

Asiago: 2013, 2015, 2020, 2021
- Alps Hockey League: 1

Asiago: 2017-2018